# Dharmathakur
Dharmathakur (Pan Dharmy) – bóg z panteonu hinduizmu bengalskiego, silnie powiązany z hinduizmem ludowym. Dharmathakurowi przypisuje się stworzenie świata. Uznawany jest za pierwszego boga i władcę świata.
Teksty rytualne hinduizmu bengalskiego identyfikują go z postaciami bogów ogólnoindyjskich o imionach: Śiwa, Wisznu, Rama.
Bywa też utożsamiany z bogiem Słońca.

## Ikonografia
Dharmathakur przedstawiany jest jako mężczyzna. Nosi bramiński sznur upawita, potwierdzający ceremonię upanajany. Bóg ten wyróżnia się białym kolorem skóry i białymi włosami. Posiada biały tron, biały rydwan i białe konie. Nosi białe szaty i biały parasol. To, co się z nim wiąże, jest najczęściej białego koloru.

## Formy kultowe

### Dharmathakur jako Słońce
W tym przypadku rydwan Dharmathakura nie jest biały, lecz złoty, białych pozostaje jednak osiem koni. Bóg przystrajany jest w koronę sięgającą nieba.

### Dharmathakur jako Śiwa
Tradycja ludowa utożsamia Dharmathakura z Śiwą (tak przedstawiają go niektóre bengalskie obrzędy).

### Dharmathakur jako Wisznu
Utożsamienie Dharmathakura z bogiem Wisznu pojawiło się w Bengalu w okresie rozkwitu wisznuizmu. Jako Wisznu posiada dziesięć awatarów (daśawatara), które są traktowane jako kolejne wcielenia dharmy. Towarzyszem Dhramathakura Wisznu jest Hanuman.

### Inne imiona
- Dharmaradźa

## Symbolika
Postać Dharmathakura dla celów kultowych reprezentują:
- formy kamienne. Są to najczęściej:

1. kamień okrągły;
2. kamień kształtem przypominający żółwia.

- rytualny pal z drzewa śal (wełniak azjatycki) przechowywany w jeziorze[2].
- Z tym bogiem powiązana jest liczba 12.

## Postacie powiązane

### Żony
- Dharmathakur, jako pan świata, bywa niekiedy łączony w boską parę z boginią o imieniu Kaminja.
- Postaci Dharmathakura Śiwy najczęściej towarzyszą żony. Występują w tej roli następujące boginie:

1. Durga;
2. Ćandi;
3. Adidewi;
4. Bhagawati;
5. Baśuli.

## Recepcja w literaturze religijnej
- Postać tego boga występuje w bengalskim eposie bohaterskim, poświęconym postaci Lausena. Dharmathakur strzegł głównego bohatera od lat dziecięcych, a gdy kraj jego króla nawiedziła powódź, sprawił, że Słońce wzeszło po stronie zachodniej[3].

## Kult

### Święta
Współcześnie obchodzone święto Dharmathakura przypada na wiosnę i zwane jest lokalnie:
- Gadźan;
- Gambhira;
- Nilapudźa.

### Ofiary zwyczajowe
Cześć oddaje się mu białymi kwiatami lotosu.
Zwyczajowe ofiary:
1. żywność: mleko, ryż;
2. zwierzęta: koza, gołąb, kaczka, kura.